# Whatever it takes (Mario Draghi)

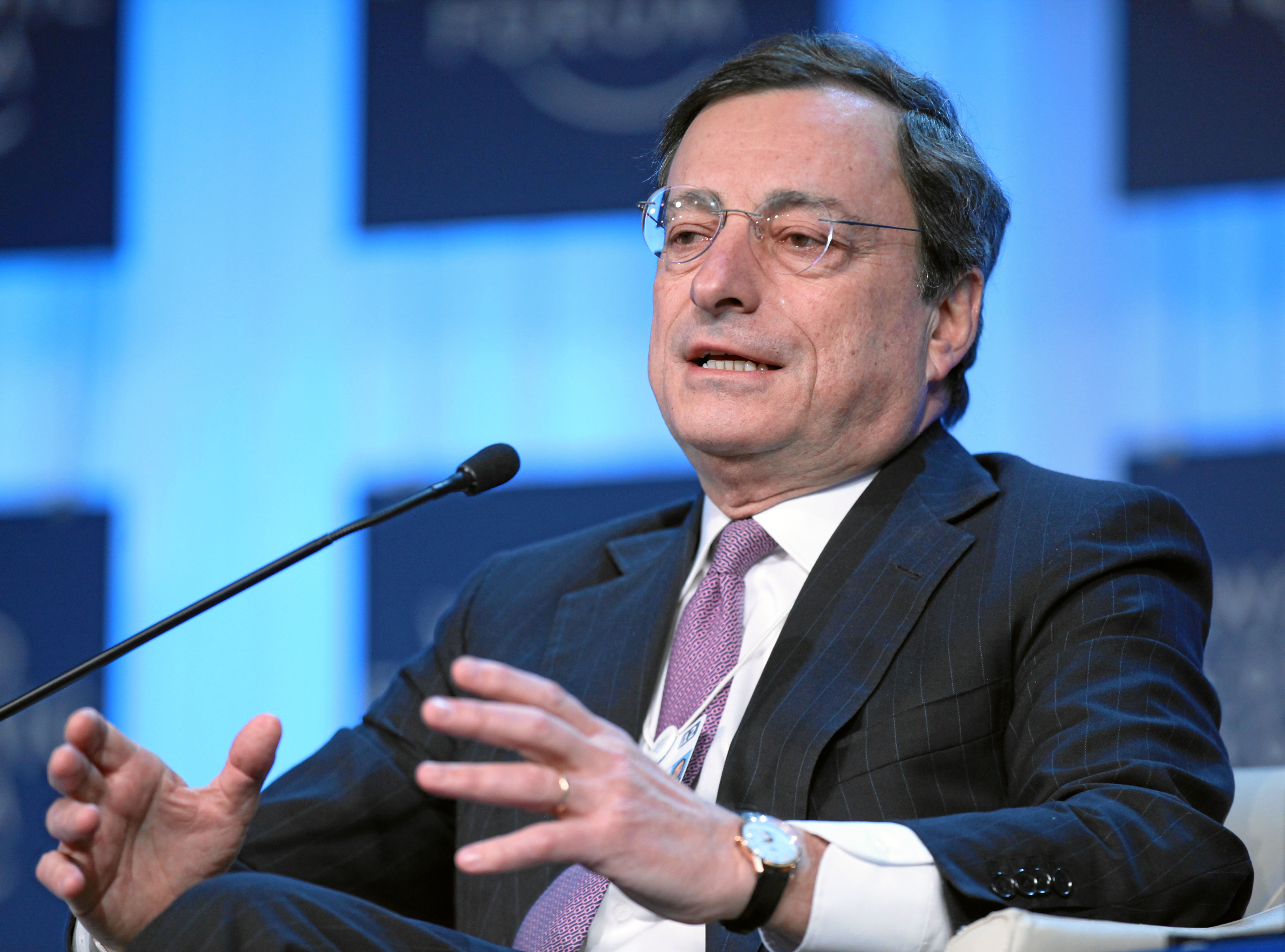
Mario Draghi al Forum economico mondiale nel 2012

«Whatever it takes» (in italiano "Tutto il necessario", "A tutti i costi") è una locuzione in lingua inglese che il governatore della Banca Centrale Europea Mario Draghi pronunciò il 26 luglio 2012, nell'ambito della crisi del debito sovrano europeo, per indicare che la BCE avrebbe fatto appunto "tutto il necessario" per salvare l'euro da eventuali processi di speculazione.
La frase fu pronunciata all'interno di un discorso tenuto da Draghi alla Global Investment Conference di Londra, un forum di investitori e dirigenti d'azienda.
La locuzione divenne celebre e fu poi spesso ripresa in molti discorsi, sul ruolo delle banche centrali e quello della BCE nell'evitare il riacutizzarsi di una crisi. È considerata un simbolo della presidenza di Draghi e in generale della politica economica degli anni successivi a sostegno dei Paesi dell'eurozona.

## Situazione
Nell'estate 2012 alcuni Paesi appartenenti all'Unione Monetaria Europea che usavano come moneta corrente l'euro (Italia, Spagna, Portogallo, Irlanda e Grecia), all'epoca indicati da alcuni giornalisti tedeschi ed olandesi con l'acronimo di Paesi  PIIGS, erano colpiti da una nuova situazione di tensione economica e finanziaria, causata dalla grande crisi dei subprime di quattro anni prima. Tale crisi finanziaria aveva provocato l’esigenza da parte di questi Paesi dell’immissione sui mercati finanziari di nuova moneta da parte della Banca Centrale Europea, strategia a cui erano contrari i Governi di Germania, Paesi Bassi e dei Paesi orientali europei. La crescita dello spread e il timore tra gli esperti del settore che, senza un intervento deciso della BCE, tali paesi avrebbero potuto subire default, causando una "rottura" tra i Paesi dell'area euro. Tale situazione stava inoltre contribuendo ad aumentare l'euroscetticismo, in particolare in Italia e nel Regno Unito.
In questo contesto Mario Draghi, da meno di un anno presidente della Banca centrale europea, tenne un discorso alla Global Investment Conference di Londra che utilizzò per indicare con decisione che sarebbe stato disposto a usare tutti i mezzi della BCE per difendere l'euro e l'unione monetaria europea.

## Contenuto del discorso
Nella sua introduzione, il governatore usò una curiosa metafora per indicare la necessità di cambiamento, paragonando l'euro a un bombo (bumblebee): 
Draghi proseguì inoltre con due puntualizzazioni, a sostegno del proprio discorso:
Il contrasto poi diventa ancora più forte quando si parla di deficit e di debito. L'eurozona ha un deficit molto più basso e un debito molto più basso di quei due paesi. E, cosa non meno importante, ha un conto corrente equilibrato, non ha deficit e ha un grado di coesione sociale che, anche quello, manca negli altri due paesi.»
Con la seconda puntualizzazione, volle rappresentare che negli ultimi sei mesi i progressi delle singole economie erano stati straordinari e che le differenze tra le stesse erano diminuite molto più degli ultimi anni. Notevoli erano stati anche i progressi nell'intraprendere il controllo del disavanzo e le riforme strutturali.
Queste considerazioni lo spinsero ad affermare che: 
Di conseguenza, secondo Draghi: 
A questo punto il governatore della Banca Centrale Europea disse testualmente che:
Una frase solenne, composta di poche parole rivoluzionarie, che modificarono radicalmente l'orientamento della politica monetaria della BCE. Non vi sarebbero più state severe condizioni da rispettare da parte degli Stati membri dell'Eurozona per accedere ai programmi di acquisto dei loro titoli pubblici ma un impegno incondizionato della BCE di sostegno all'euro.
Le sfide individuate da Draghi per l'immediato futuro avrebbero compreso il superamento della frammentazione finanziaria, perché gli investitori si erano ritirati all'interno dei propri paesi. Poiché, secondo il governatore, le attuali normative sulla liquidità rendevano antieconomico prestare ad altre banche o prendere in prestito da altre banche, era necessario ricalibrare completamente la loro regolamentazione.
Secondo Draghi, in tal modo lo scudo anti speculazione sarebbe stato pronto a funzionare meglio che in passato. La soluzione del problema degli spread, e quindi di rendimenti troppo elevati sul debito sovrano di alcuni Paesi dell'Eurozona, «rientra nel mandato della BCE, nella misura in cui il livello di questi premi di rischio impedisce la giusta trasmissione delle decisioni di politica monetaria», prese dalla Banca centrale.

## Conseguenze
Il discorso di Draghi fu un segnale molto importante nei confronti dei mercati, facendo capire agli operatori finanziari che fino ad allora avevano speculato su un possibile crollo dell'euro che da quel momento in poi avrebbero dovuto scommettere a favore della BCE e delle sue enormi risorse; già in pochi giorni i mercati invertirono la tendenza negativa e i mesi successivi videro effettivamente la crisi calmarsi e i tassi d'interesse scendere.
A differenza degli Stati Uniti d'America, in cui le banche centrali già da tempo acquistavano titoli di Stato per immettere liquidità nell'economia, questo non accadeva nell'Unione europea, all'interno della quale tale argomento era oggetto di discussioni molto aspre tra gli Stati membri, con in particolare la Germania fortemente contraria perché preoccupata da un aumento dell'inflazione e dall'utilizzo di risorse della BCE per comprare titoli a rischio. Il discorso di Draghi è considerato come l'azione che pose fine a questo dibattito.
Draghi tenne effettivamente fede alla promessa: nel settembre 2012 presentò le Outright Monetary Transactions, ovvero un piano di acquisto diretto da parte della BCE dei titoli di Stato a breve termine (con scadenza da 1 a 3 anni) emessi da paesi in difficoltà della zona euro. Nel gennaio 2015, inoltre, Draghi introdusse anche un programma di allentamento quantitativo (quantitative easing) di ben 1,100 miliardi di euro, che ha sostenuto ulteriormente il mercato dei titoli di Stato europei e posto di fatto fine alla crisi del debito europeo.
Da allora, la Banca Centrale Europea ha incarnato il ruolo dell'istituzione garante del sistema della moneta unica, con risolutezza e velocità di intervento, assumendo a pieno titolo il ruolo di prestatore di ultima istanza (PUI)